# Siemens-Betriebskrankenkasse
Die Siemens-Betriebskrankenkasse (SBK) ist eine geöffnete, bundesweit tätige Betriebskrankenkasse mit Sitz in Heidenheim an der Brenz und Zentrale in München. Die Körperschaft des öffentlichen Rechts mit Selbstverwaltung ist mit über eine Million Versicherten die größte Betriebskrankenkasse und gehört zu den zehn größten bundesweit geöffneten Krankenkassen. Sie ist seit 1. Januar 2010 Rechtsnachfolgerin der am 2. März 1908 errichteten Siemens-Betriebskrankenkasse und der fusionierten Betriebskrankenkasse neue bkk.

## Geschichte
Die SBK wurde am 2. März 1908 als Betriebskrankenkasse der Vereinigten Siemens-Werke in Berlin gegründet. Der wöchentliche Beitrag belief sich je nach Einkommen des Versicherten auf 27 bis 81 Pfennig, wovon Siemens ein Drittel zahlte. Damals hatte die Kasse 19.245 Mitglieder.
Seit 1922 übernahm die SBK die Ausgaben für die Zahnbehandlung der Angehörigen ihrer Mitglieder und zahlte Zuschüsse zu deren Krankenhauskosten. Im Sommer 1924 verpflichtete sie sich vertraglich dazu, für die ärztliche Behandlung von Familienangehörigen aufzukommen. Schließlich bot die SBK den Arbeitern und Angestellten, die bei der Pensionierung Mitglied waren, die Möglichkeit, sich freiwillig weiterzuversichern.
Während des Zweiten Weltkrieges schrumpfte die Mitgliedschaft von knapp 100.000 im Jahr 1939 auf nur noch 10.000. Da unter alliierter Besatzungsverwaltung die Weiterführung der Geschäftstätigkeit nur noch in der amerikanischen und der britischen Besatzungszone möglich war, verlegte die SBK 1949 die Hauptverwaltung nach Würzburg und von dort 1950 nach Erlangen. Seither firmiert sie als Siemens-Betriebskrankenkasse. Am 1. August 1955 wurde der Hauptsitz weiter nach München verlegt.
Nach der Deutschen Wiedervereinigung entstanden an zehn ostdeutschen Standorten von Siemens neue Betriebskrankenkassen mit etwa 16.000 Versicherten, die am 1. Oktober 1992 zusammen mit den Siemensbetrieben in Ostdeutschland mit der westdeutschen Muttergesellschaft verschmolzen. Als 1996 allen Krankenkassen das Recht zugestanden wurde, den Kreis der Mitgliedsberechtigten frei zu wählen, entschied sich die SBK zunächst nur den Angehörigen ihrer Mitglieder den Beitritt zu ermöglichen. Zum 1. Januar 1999 beschloss der Verwaltungsrat dann die vollständige Öffnung der SBK, nach der die Versichertenzahl auf 570.000 stieg. In der Grundausrichtung bleibt die SBK allerdings nach wie vor eine betriebsorientierte Krankenkasse. Im gleichen Jahr vereinigten sich die Betriebskrankenkassen von DUEWAG, Benteler, Mannesmann Kienzle und zum 1. Januar 2008 mit der BKK Kaiser’s Tengelmann mit der SBK. Zum 1. Juli 2009 fusionierte die SBK ferner mit der Betriebskrankenkasse von UPM-Kymmene, mit der bereits vorher die Nordland Papier BKK verschmolzen war. Zum 1. Januar 2010 folgte die Fusion der neue bkk, der Geschäftssitz wurde dabei nach Heidenheim an der Brenz verlagert.
Zusammen mit 13 weiteren Betriebskrankenkassen gründete die SBK am 15. November 2007 die GWQ ServicePlus AG, um durch geteilte Infrastruktur in den Bereichen Informations- und Datenmanagement, Einkauf und Beschaffung von Arzneimitteln und Hilfsmitteln Kosten einzusparen, sowie zur gemeinsamen Entwicklung von Leistungs-, Versicherungs- und Versorgungsangeboten.

## Vorstand und Verwaltungsrat
Der Vorstand der SBK besteht aus einer Alleinvorständin und wird vom Verwaltungsrat gewählt. Die grundsätzliche Aufgabe des Vorstands ist die Verwaltung der SBK. Er berichtet dem Verwaltungsrat regelmäßig über die Umsetzung von Entscheidungen grundsätzlicher Bedeutung, über die budgetäre Situation sowie die voraussichtliche Entwicklung derselben. Der Vorstand stellt zudem den Haushaltsplan auf und gibt diesen an den Verwaltungsrat weiter.
Der Vorstand prüft ferner jährlich die Betriebs- und Rechnungsführung des gesamten Geschäftsbetriebs für das abgelaufene Geschäftsjahr und bestimmt den Prüfer. Ebenso wird jährlich die Jahresrechnung geprüft und mit dem Prüfbericht dem Verwaltungsrat zur Entlastung vorgelegt. Auch die Prüfung des Zahlungsverkehrs, der Buchführung und der Rechnungslegung der Sozialversicherung unterliegt dem Vorstand. Er stellt eine Kassenordnung auf und sorgt für einen Einzug der Beiträge. Er ist dafür zuständig, Vereinbarungen und Verträge mit Lieferanten der SBK abzuschließen, deren Lieferung festzustellen und entsprechend auszuzahlen. Das Personal der SBK wird ebenfalls vom Vorstand eingestellt.
Der Verwaltungsrat der SBK setzt sich aus 15 Versichertenvertretern und 15 Vertretern der Arbeitgeber zusammen. Die Mitglieder arbeiten ehrenamtlich und unabhängig. Der Verwaltungsrat wählt den hauptamtlichen Vorstand und trifft alle Entscheidungen, die für die SBK von grundsätzlicher Bedeutung sind. Er beschließt unter anderem die Satzung und stellt den Haushaltsplan fest.

## Kennzahlen
Die Erfolgsrechnung der SBK weist für das Rechnungsjahr 2023 eine Bilanzsumme von 973.857 T Euro aus. Die größten Ausgabeosten waren: Krankenhausausgaben (1.259.692 T€), Ärztliche Behandlung (741.832 T€), Arzneimittel (719.862 T€). Das Haushaltsvolumen der SBK Pflegekasse betrug 549,1 Mio. Euro. Die größten Ausgabenposten waren hier: Stationäre Pflege (175,5 Mio. Euro), Pflegegeld (161,5 Mio. Euro), Ambulante Pflege (53,3 Mio. Euro) und sonstige Pflegeausgaben (158,6 Mio. Euro). Die Verwaltungskosten haben mit rund 27,4 Mio. Euro einen geringen Anteil an den Ausgaben. Sie liegen sowohl in ihrer Gesamtsumme wie auch im prozentualen Anteil der Verwaltungskosten an den Beiträgen der SBK-Versicherten unter den durchschnittlichen Werten. Im Rahmen der Pflegeversicherung wurden für 101.173 Pflegefälle im ambulanten und stationären Bereich Ausgaben von insgesamt 823,2 Mio. Euro getätigt.
Die Kasse beschäftigt in über 80 Geschäftsstellen rund 1826 Mitarbeiter. Sie betreut über 1,1 Million Versicherte.

## Beitragssätze
Der allgemeine Beitragssatz gemäß § 241 SGB V und der ermäßigte Beitragssatz gemäß § 243 SGB V sind seit dem Inkrafttreten des Gesundheitsfonds zum 1. Januar 2009 für alle Krankenkassen und zahlenden Mitglieder einheitlich. Nach der gesetzlichen Beitragssenkung zum 1. Januar 2015 erhebt die SBK seitdem einen einkommensabhängigen Zusatzbeitrag. Im Jahr 2024 lag dieser bei 1,7 Prozent des beitragspflichtigen Einkommens. Ab Januar 2025 betrug der kassenindividuelle Zusatzbeitrag 2,9 Prozent. Seit August 2025 werden 3,8 Prozent fällig.

## Auszeichnungen
Die SBK erhielt die Note gut beim Deutschen Service Preis 2023 in der Kategorie Versicherung – Servicetest und Kundenbefragung Krankenkassen und belegte in beiden Kategorien den ersten Platz.
Im Service-Profil Krankenkassen 2023 des Kundenmonitor Deutschland belegte die SBK mit einem Mittelwert von 1,88 den 2. Platz unter den gesetzlichen Krankenkassen. Die SBK erhält im Ranking der Krankenkassen von SerbiceValue und Handelsblatt das Siegel „Beste Kundenberatung“ und ist somit zum siebten Mal in Folge (2018–2024) ausgezeichnet worden. FOCUS MONEY hat zusammen mit ServiceValue im Rahmen einer großen Online-Befragung Meine SBK zum 6. Mal in Folge als Top-App bewertet (Stand 2024). Focus-Money hat zusammen mit dem Institut DFSI (Deutsches Finanz-Service Institut) die Leistungsqualität und -transparenz der Kassen bewertet. Zusammen mit dem Partner der SBK move Up haben sie den „Deutschen Award für Nachhaltigkeitsprojekte 2024“ in der Kategorie „Dienstleistung Vorsorge/Prävention“ erhalten. Die SBK ist erneut die beliebteste gesetzliche Krankenkasse 2023, bereits zum siebten Mal in Folge kann sich die Siemens-Betriebskrankenkasse auf dem Spitzenplatz behaupten.
Die SBK gehört zu Deutschlands besten Arbeitgebern. In der Kategorie „Unternehmen mit 2.001 bis 5.000 Mitarbeitenden“ sind sie 2024 sogar auf Platz 1.